# S2 Games
S2 Games var ett företag som utvecklar datorspel. Företaget, som hade sin bas i Rohnert Park i Kalifornien, grundades av Marc "Maliken" DeForest.
Företagets första spel, Savage: The Battle for Newerth, släpptes sommaren 2003. Uppföljaren till det spelet, Savage 2: A Tortured Soul, släpptes den 16 januari 2008.
Företaget senaste spel, Heroes of Newerth, släpptes den 12 maj 2010.